# Herodes Veliký
Herodes Veliký (hebrejsky הורדוס, Hordus; řecky: Ἡρῴδης, Héródés), známý také jako Herodes I. Ukrutný (snad 73 př. n. l. – 4 př. n. l.), byl králem Judeje. Je znám především díky tomu, že nechal přestavět Jeruzalémský chrám. Herodes byl schopný vojevůdce a administrátor, spojenec Říma proti Parthům. Jeho krutý způsob vlády se přenesl do biblické tradice, která mu přisuzuje vyvraždění betlémských kojenců.
V roce 40 př. n. l. jej římský senát formálně jmenoval králem Judska. Trvalo však tři roky, než se prosadil jako správce. Králem Judeje byl pravděpodobně v letech 37–4 př. n. l. Herodes je v evangelijním podání postavou negativní, byl však jedním z největších panovníků ve Středomoří v té době. Herodes byl Idumejec (jeho otec byl Antipatros) s nabatejskou matkou, svou moc legitimizoval sňatkem s hasmoneovskou princeznou Mariamné, kterou později dal i se syny zabít.
Nejvýznamnějším činem Heroda Velikého je přestavba jeruzalémského chrámového areálu. Kromě Jeruzalémského chrámu Herodes přestavěl i královský palác, dále Samaří (které přejmenoval na Sebasté (řecká podoba jména Augustus)), vybudoval přístav Caesarea Maritima, pevnost Masadu a Jeskyni patriarchů a mnoho dalších staveb.
Izraelští archeologové (pod vedením Ehuda Necera) našli pravděpodobně jeho hrobku v květnu 2007 v pouštní pevnosti Herodeon (jižně od Jeruzaléma), kterou Herodes založil kolem roku 23 př. n. l.